# حافظ سوهان حلوا
حافظ سوهان حلوا ({{lang-ur|حافظ سوہن حلوہ) شرکت صنایع غذایی پاکستانی است، که در سال ۱۹۶۳ تأسیس شد.